# لوزرت
لوزرت (به فرانسوی: Luzeret) یک کمون در فرانسه است که در اندر واقع شده‌است. لوزرت ۲۶٫۷۸ کیلومتر مربع مساحت و ۱۴۷ نفر جمعیت دارد و ۱۵۵ متر بالاتر از سطح دریا واقع شده‌است.